# Królestwo Włoch (1805–1814)
Królestwo Włoch (wł. Regno d'Italia) – historyczne państwo ze stolicą w Mediolanie, położone w północnej i środkowej części dzisiejszych Włoch, utworzone w 1805 roku przez Napoleona Bonapartego w miejsce założonej trzy lata wcześniej Republiki Włoskiej. Napoleon koronował się przy tym na króla tego państwa, zaś swoim zastępcą (wicekrólem) uczynił Eugeniusza de Beauharnais. 
Państwo początkowo obejmowało tereny, z których składała się Republika Włoska, po czym w 1806 roku jego terytorium zostało rozszerzone o Wenecję Euganejską, w 1808 roku o Marche, zaś w 1810 roku - o Górną Adygę. W szczytowym momencie zajmowało obszar o powierzchni 84 tysięcy km² i było zamieszkiwane przez 6,7 miliona ludzi. Przestało istnieć w 1814 roku, niedługo po abdykacji Napoleona Bonapartego we Francji.